# 巴埃洛克劳狄亚
巴埃洛克劳狄亚（西班牙語：Baelo Claudia）是位于西班牙南部安达卢西亚自治区加的斯省南部的一处古罗马小镇遗址，距离塔里法22公里。它位于直布羅陀海峽沿岸，距今约2000年历史。它最初是一个小渔村，在克勞狄一世时期达到繁荣。然而后来由于地震等自然因素，小镇逐渐没落，并在公元6世纪后被废弃。

## 历史

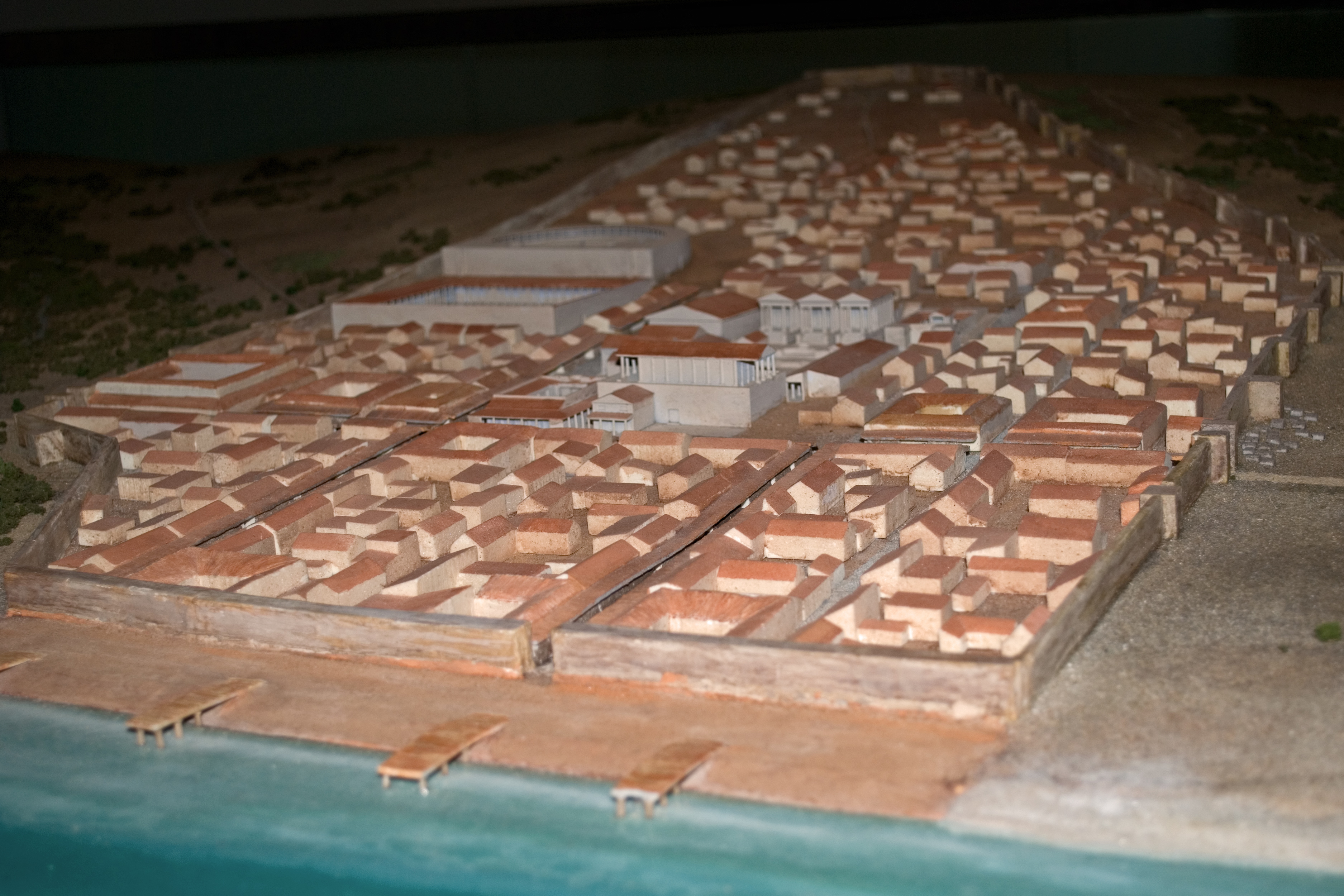
小镇复原模型

巴埃洛克劳狄亚位于直布罗陀海峡的北岸。该镇始建于公元前2世纪末，是与北非（如丹吉尔）进行贸易的重要场所，其经济的主要来源是出口鮪魚、腌制食品以及魚醬。它被克勞狄一世授予自治市的称号。
然而后来由于地震等自然因素，小镇逐渐没落，并在公元6世纪后被废弃。除了自然灾害，它还是公元3世纪时期日耳曼海盗和巴巴利海盗频繁劫掠的地点。
如今这里已经改造成了一个现代化的游客中心，展示有众多历史文物，并附有网站进行介绍和解说。这里还有停车场、遮阳篷、卫生间和商店等基础设施。

## 考古遗址
考古遺跡还保留了构成罗马城市最具代表性的元素。它们包括：
- 古城墙。在古代还建有40多个了望塔。城市的主门面朝加的斯，西部通往圣罗克。
- 行政建筑，类似于现在的市政厅。
- 公共广场。
- 法院。它呈长方形，尺寸为19.5×35.5米。有超过3米高的圖拉真雕像。
- 4个神庙，其中3个分别是卡皮托三主神：朱庇特、朱諾和弥涅耳瓦的神庙；另一个神庙供奉的是古埃及神灵伊西斯。
- 羅馬劇場。它是巴埃洛克劳狄亚最大的建筑。能容纳超过2000人。[3]
- 其他的遗迹包括商店（tabernae）、集市（macellum）和古罗马浴场。

城市的供水是通过四条高架渠进行的。巴埃洛克劳狄亚考古博物馆于2007年开放，设计师是吉列尔莫·巴斯克斯·孔苏埃格拉（Guillermo Vázquez Consuegra）。

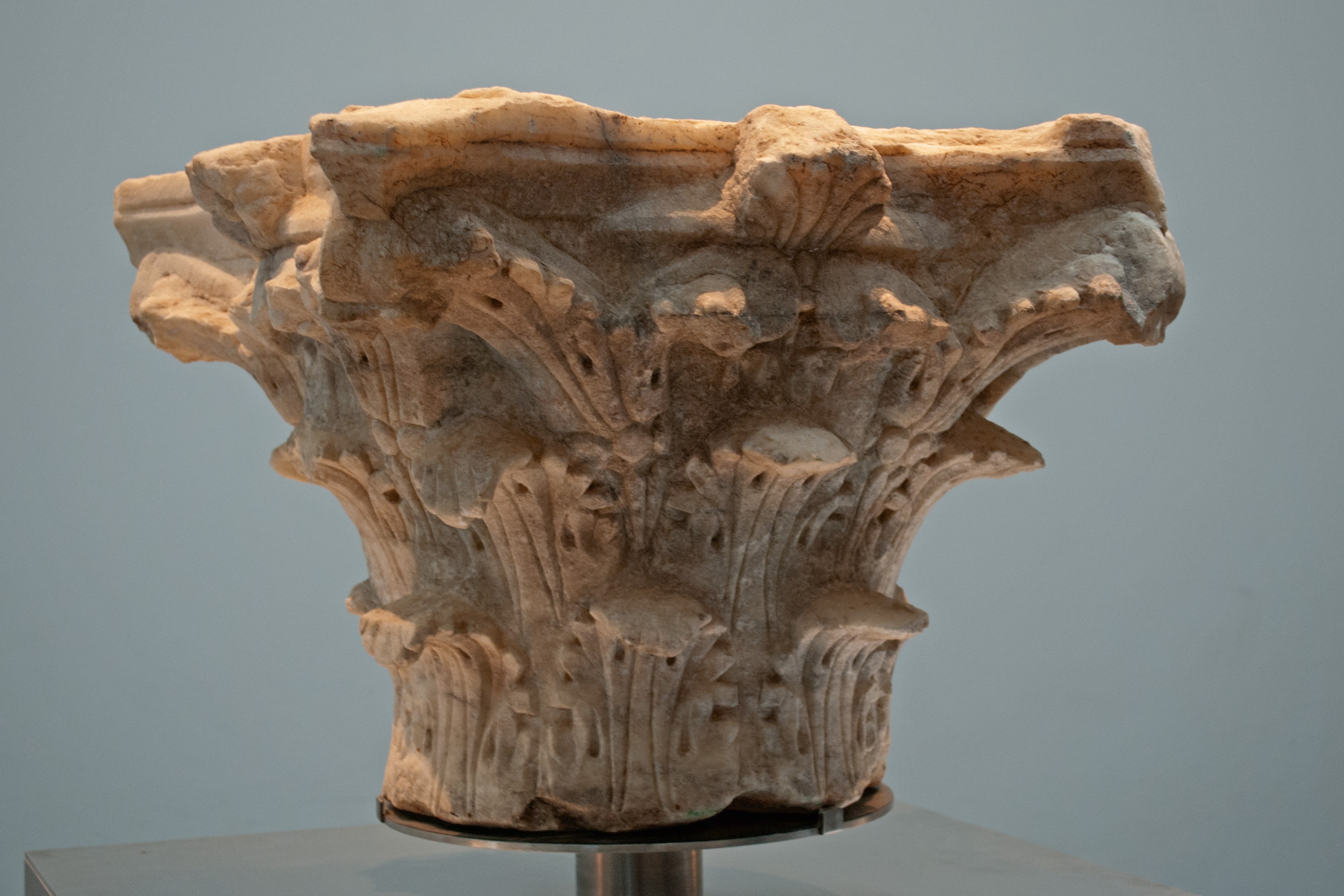
罗马柱
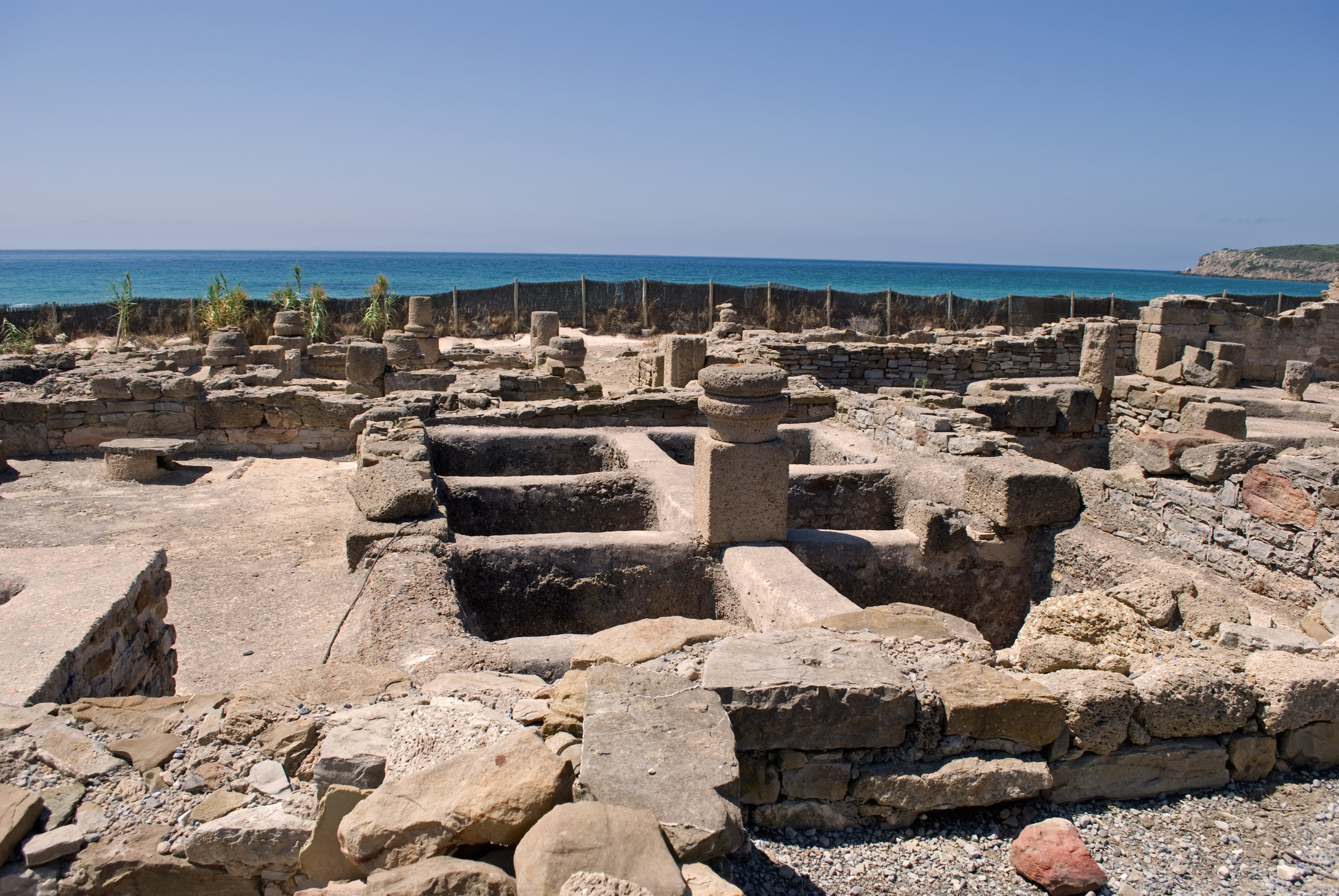
生产魚醬和腌鱼的工厂遗迹
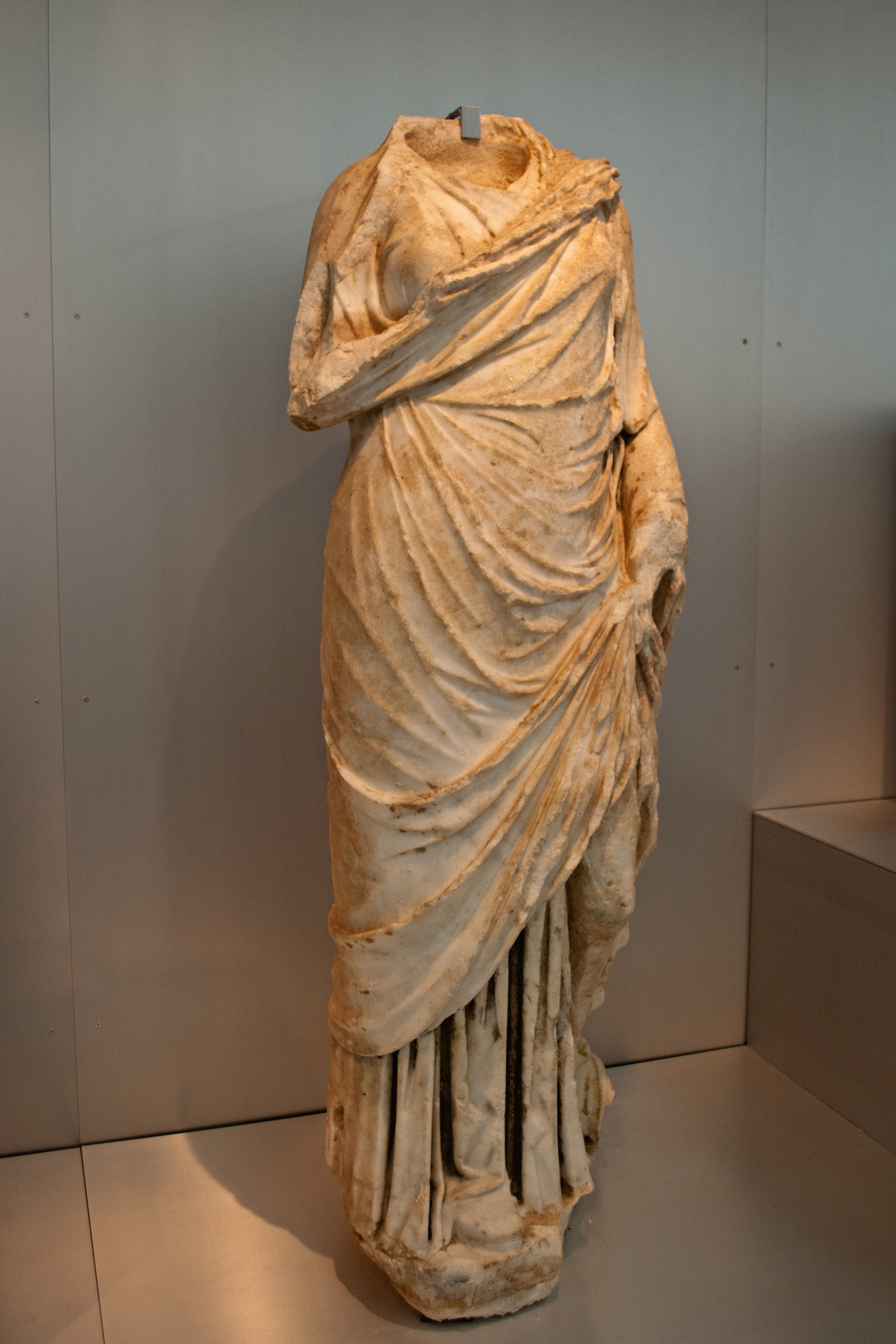
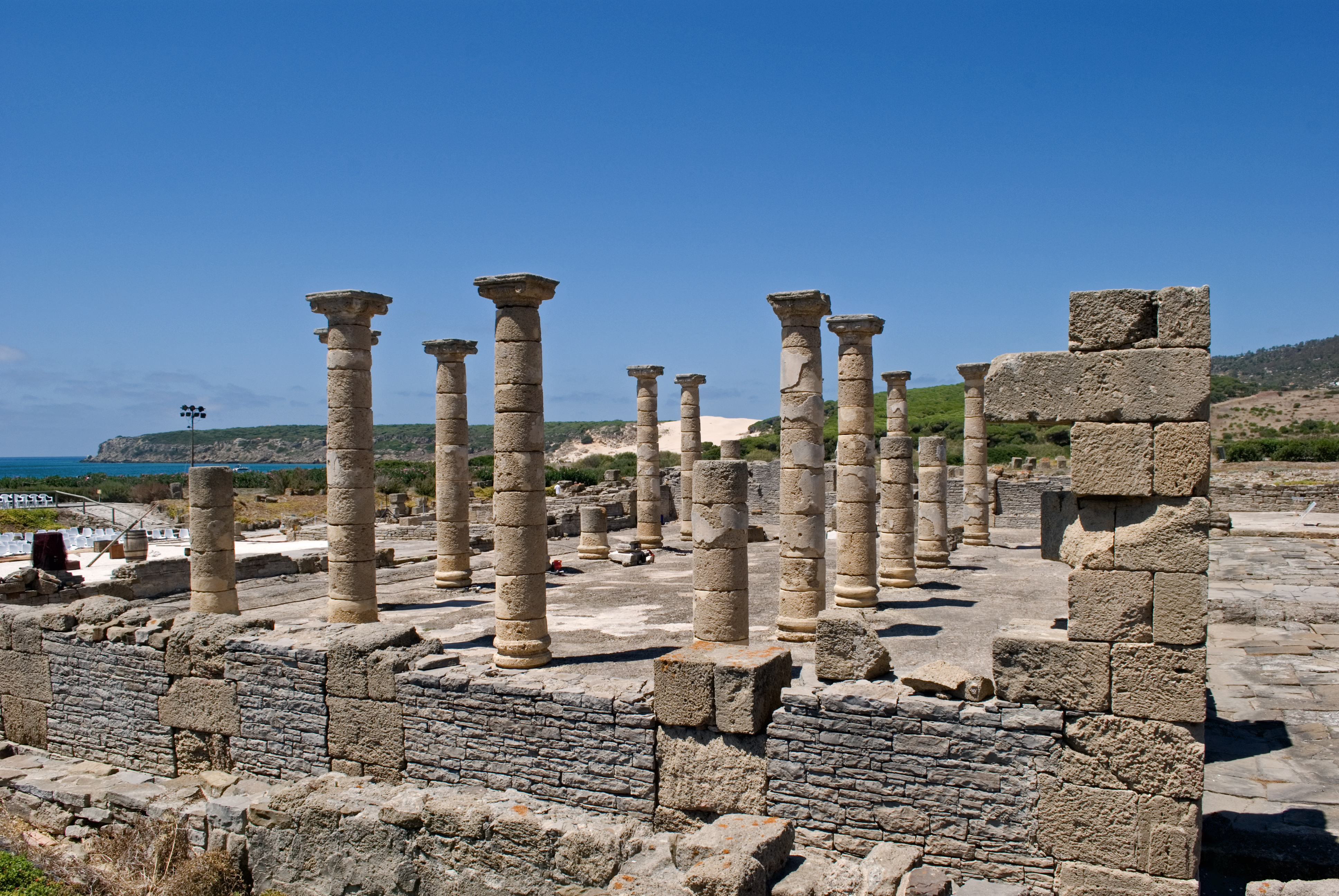
巴西利卡
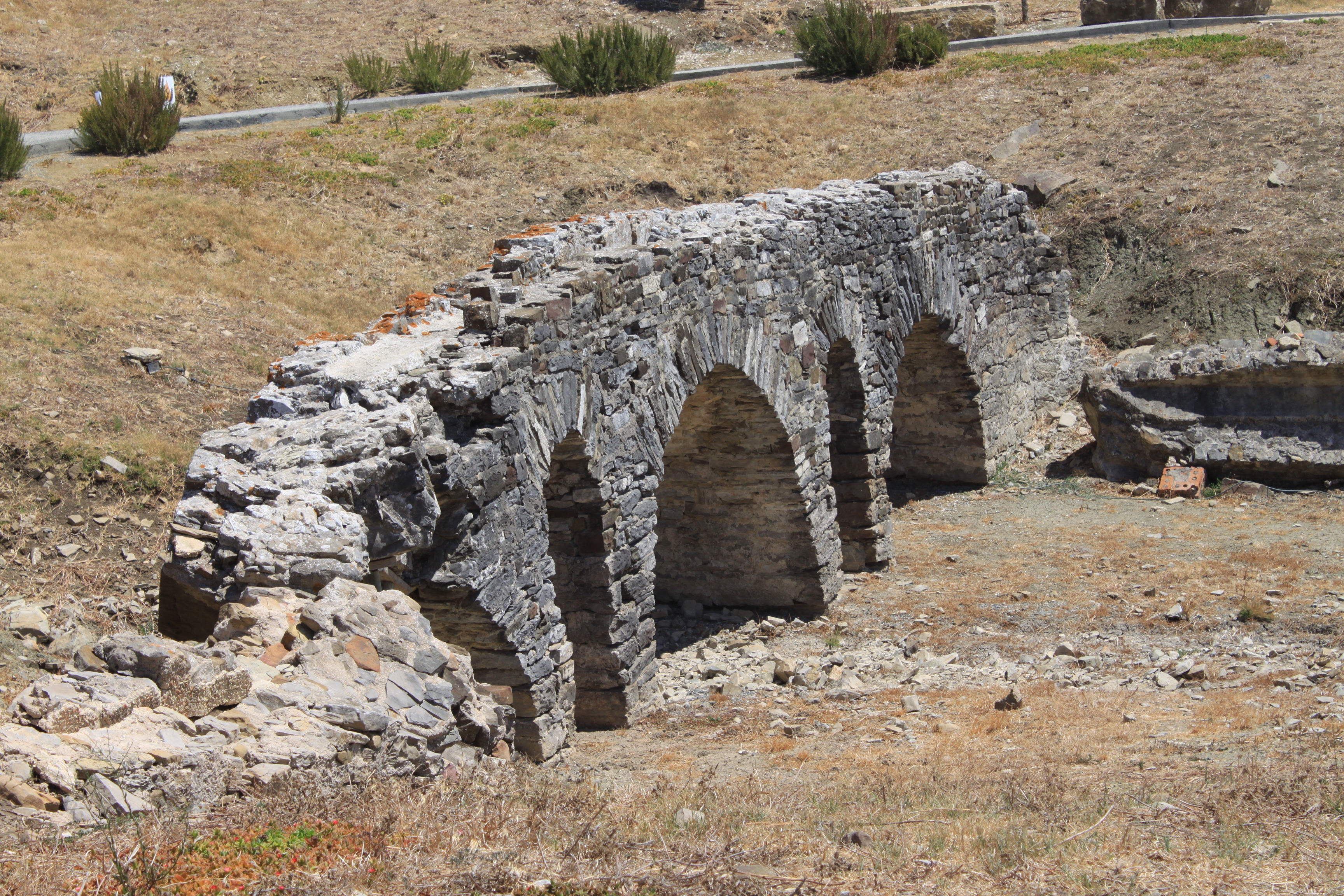
高架渠